# Pretoria North
Pretoria North (Pretoria Noord en afrikaans) est un quartier au nord-ouest du centre-ville de Pretoria en Afrique du Sud.
Situé à 8 km au nord-ouest de church square et à l'est du quartier de Wonderboom, les axes principaux de Pretoria North sont President street, Gerrit Maritz road, Suider street, Emily Hobhouse avenue, Ben Viljoen Street, Danie Theron street, General Beyers street, Jan van Riebeeck street et Koos de la Rey street.

## Démographie
Selon le recensement de 2011, Pretoria North comprend plus de 12 972 résidents, principalement issus de la communauté blanche (70,37 %).
Les noirs représentent 25,96 % des habitants tandis que les Coloureds et les indiens représentent un peu plus de 4 % des résidents.
Les habitants sont à 69,13 % de langue maternelle afrikaans, à 9,32 % de langue maternelle anglaise, à 4,79 % de langue maternelle Setswana et à 4,58 % de langue maternelle Sepedi.

## Historique
Le lotissement de Pretoria North a été créé en 1903 sur des terres du domaine foncier de la ferme de Wonderboom. Divisée en parcelles puis urbanisée, cette banlieue acquiert d'abord un statut municipal autonome avant d'être incorporée dans la municipalité de Pretoria en 1964.

## Politique
Le quartier de Pretoria North est partagé entre plusieurs circonscriptions dominées politiquement par l'Alliance démocratique (DA). Lors des élections générales sud-africaines de 2014, la DA a remporté de 63 % à 71 % des suffrages dans les 3 circonscriptions électorales situées intégralement dans Pretoria North devançant le congrès national africain (de 13 % à 19 % des voix).

## Établissements scolaires
- École primaire (Laerskool) Daniel Malan
- Laerskool Voortrekker-Eeufees
- Lycée Pretoria Noord